# Maurice Baquet (acteur)
Pour les articles homonymes, voir Maurice Baquet et Baquet.
Maurice Baquet, né le 26 mai 1911 à Villefranche-sur-Saône, et mort le 8 juillet 2005 à Noisy-le-Grand est un violoncelliste, acteur, alpiniste, skieur et fantaisiste français.

## Biographie
Natif du Beaujolais, il suit les cours de violoncelle au conservatoire de Lyon puis ceux de Paris où il remporte un premier prix. Ceci ne l'empêche pas d'échouer au concours d'entrée à l'orchestre de l'Opéra de Paris, ce qui le motive à renoncer à une carrière classique.
Il ne quitte pas pour autant son violoncelle. Bien au contraire, l'instrument l'accompagne tout au long de sa vie et l'on se souvient du clin d'œil que lui autorisa Joseph Losey le temps d'une courte mais émouvante séquence dans Monsieur Klein.
Au début des années 1930, il côtoie Pierre et Jacques Prévert, Roger Blin et rejoint le célèbre Groupe Octobre, un groupe d'agitprop, très lié au Parti communiste français. Il y installe son métier de comédien et s'adonne aux beaux textes, en particulier les poèmes d'Aragon et Paul Éluard.
En 1935, il tourne son premier long métrage sous la direction de Marc Allégret, Les Beaux Jours. S'ensuit une filmographie de plus de 80 titres. Sa tête de gamin débrouillard et facétieux lui vaut également le rôle de Bibi Fricotin, puis celui de Ribouldingue dans deux films de Marcel Aboulker.
Au théâtre, il joue dans les opérettes Andalousie et Gipsy de Francis Lopez. Il se produit également au cabaret, parfois accompagné aux claquettes par Jacqueline Figus (1920-2011), son épouse depuis 1944.
De 1927 à 1957, il se rend tous les étés dans les Alpes pour y pratiquer l'alpinisme. En 1927, il est engagé par la brasserie centrale de Chamonix pour animer musicalement la saison estivale. Il utilise ses temps libres de 23 h à 11 h pour partir en montagne avec les guides Camille Tournier, Fernand Belin, Anatole Bozon, etc. Poursuivant ses activités alpines chaque été, il a un palmarès très étoffé de courses difficiles en montagne : face nord du col du Plan, aiguille des Deux Aigles, arête sud de l'aiguille Noire de Peuterey (avec James Couttet et Gaston Rebuffat), première ascension de la face sud de l'aiguille du Midi (le 13 juillet 1956 avec Gaston Rebuffat), face nord du Piz Badile (avec Gaston Rebuffat), voie Comici à la Cima grande di Lavareddo (avec Gaston Rebuffat), etc..

À droite, Maurice Baquet en 1955 à Paris, lors d'un vernissage du peintre Jean Vimenet.

En 1955, il coréalise avec Gaston Rébuffat et Georges Tairraz, Étoiles et Tempêtes, récompensé par le grand prix du festival de Trente. Des séquences dans Entre terre et ciel sont filmées à la face sud de l'aiguille du Midi dans la voie ouverte par lui-même et Gaston Rebuffat.  
Il participe aussi à des compétitions de ski d'alpinisme, ainsi qu'à des performances plus humoristiques, telles que sa descente à ski des escaliers de la Butte Montmartre en 1946. Dans le même registre, il descend aussi à ski les escaliers de la Maison de la Radio, à la suite d'un pari[réf. souhaitée]. En 1947, il présente avec le fantaisiste Saint-Granier un vélo-ski permettant de descendre les pistes. Ami de Roger Frison-Roche on le retrouve au générique de Premier de cordée (1944) dont le tournage à Chamonix dure six mois. C'est d'ailleurs lors de ce tournage qu'il fait la connaissance de Gaston Rebuffat qui deviendra son ami et compagnon de cordée.
Il était également l'ami de Robert Doisneau qui l'a abondamment photographié et avec qui il a réalisé un ouvrage intitulé Ballade pour violoncelle et chambre noire qui témoigne de leur amitié.
Il meurt le 8 juillet 2005 à Noisy-le-Grand à 94 ans et est inhumé au cimetière de Beauregard (Ain).

### Vie privée
Maurice Baquet a été marié deux fois :
- avec Jacqueline Figus (1920-2011) du 31 octobre 1944 au 20 juin 1959, avec qui il a eu une fille, Sophie ;
- avec Maria Yakimova du 20 février 1964 à sa mort. Le couple a eu quatre  enfants : Anne, Grégori, Stéphane et Dimitri.

### Hommages
Compagnon du Devoir, chevalier de la Légion d'honneur et des Arts et des Lettres, Maurice Baquet a reçu de nombreux titres en reconnaissance de son travail dont un Molière d'honneur en 1998.
Le conservatoire municipal de la ville de Noisy-le-Grand dans lequel il fut d'ailleurs professeur de violoncelle pendant quelques années, porte son nom depuis 1997. 
Une salle des fêtes de la commune de Chazay-d'Azergues, dans le Beaujolais, porte son nom. L'école primaire de Beauregard, village dans lequel il est enterré, porte aussi son nom.
La salle omnisports de la ville de La Seyne-sur-Mer (83) porte son nom également. Un complexe sportif de la commune de Villejuif (94) porte son nom.

## Théâtre
- 1954 : Pampanilla de Paul Nivoix, mise en scène Jacques-Henri Duval, Gaîté-Lyrique
- 1958 : Le Valet de quatre cœurs d'Albert Husson d'après Goldoni, mise en scène Charles Gantillon, théâtre des Célestins
- 1967 : Le prince de Madrid, opérette de Francis Lopez, mise en scène Marcel Lamy, théâtre du Châtelet : Paquito
- 1972 : Gipsy, opérette-tzigane de Francis Lopez, mise en scène Edgar Duvivier, théâtre du Châtelet : Joschka
- 1974 : Les Trois Mousquetaires, opérette-western de Francis Lopez, mise en scène de l'auteur, théâtre du Châtelet : Planchet
- 1979 : Contes et Exercices de conversation et de diction françaises pour étudiants américains d'Eugène Ionesco, mise en scène Claude Confortès, théâtre Daniel-Sorano de Vincennes
- 1980 : Contes et Exercices de conversation et de diction françaises pour étudiants américains d'Eugène Ionesco, mise en scène Claude Confortès, théâtre de la Potinière
- 1982 : L'Amant militaire de Carlo Goldoni, mise en scène Dominique Ferrier
- 1984 : Les Violettes de Georges Schehadé, mise en scène de Gilles Guillot, théâtre de l'Athénée
- 1984 : Meli-meloman 2 de Maurice Baquet, mise en scène de l'auteur, théâtre des Mathurins
- 1986 : Le Plus Heureux des trois d'Eugène Labiche, mise en scène de Jacqueline Bœuf, théâtre Tête d'or, avec J.Boeuf et Pascal Perréon.
- 1986 : Tailleur pour dames de Georges Feydeau, mise en scène de Bernard Murat, théâtre des Bouffes-Parisiens
- 1991 : À croquer ou l'Ivre de cuisine de Robert Fortune, mise en scène de l'auteur, théâtre Saint-Georges
- 1998 : Mozartement vôtre d'Éric Westphal, mise en scène de Jean-Philippe Weiss, Centre dramatique Chablais-Riviera

## Filmographie

### Cinéma

#### Longs métrages
- 1935 : Les Beaux Jours de Marc Allégret : Toto
- 1935 : Veille d'armes de Marcel L'Herbier
- 1936 : Poursuites blanches de Marcel Ichac
- 1936 : Hélène de Jean Benoît-Lévy et Marie Epstein : Durant tout court
- 1936 : Le Crime de monsieur Lange de Jean Renoir
- 1936 : Les Bas-fonds de Jean Renoir
- 1936 : Jeunes Filles de Paris de Claude Vermorel : Gaston
- 1937 : La Mort du cygne de Jean Benoît-Lévy et Marie Epstein
- 1937 : Gueule d'amour de Jean Grémillon
- 1937 : L'Alibi de Pierre Chenal
- 1938 : Les Gens du voyage de Jacques Feyder
- 1938 : Place de la Concorde de Carl Lamac
- 1938 : Altitude 3200 de Jean Benoît-Lévy et Marie Epstein
- 1938 : Accord final d'Ignacy Rosenkranz
- 1938 : Mollenard de Robert Siodmak
- 1939 : Le Grand Élan de Christian-Jaque
- 1941 : Départ à zéro de Maurice Cloche
- 1942 : La Fausse Maîtresse d'André Cayatte
- 1942 : Dernier Atout de Jacques Becker
- 1942 : Frédérica de Jean Boyer
- 1943 : Le Chant de l'exilé d'André Hugon
- 1943 : Adieu Léonard (La Bourse ou la Vie) de Pierre Prévert
- 1944 : Premier de cordée de Louis Daquin
- 1944 : Coup de tête de René Le Hénaff
- 1945 : Dernier Métro de Maurice de Canonge
- 1946 : Leçon de conduite de Gilles Grangier
- 1947 : Kenzi de Vicky Ivernel
- 1947 : Pas un mot à la reine mère de Maurice Cloche
- 1947 : Voyage Surprise de Pierre Prévert
- 1947 : La Fleur de l'âge de Marcel Carné - inachevé
- 1948 : Les Aventures des Pieds-Nickelés de Marcel Aboulker : Ribouldingue
- 1948 : Les souvenirs ne sont pas à vendre de Robert Hennion
- 1949 : Le Trésor des Pieds-Nickelés de Marcel Aboulker : Ribouldingue
- 1950 : Tire au flanc de Fernand Rivers
- 1951 : Andalousie de Robert Vernay
- 1951 : El sueño de Andalucia de Luis Lucia - version espagnole du précédent
- 1951 : Bibi Fricotin de Marcel Blistène : Bibi Fricotin
- 1953 : Week-end à Paris (Innocents in Paris) de Gordon Parry
- 1955 : L'Impossible Monsieur Pipelet d'André Hunebelle
- 1956 : Étoiles et Tempêtes de Gaston Rébuffat et Georges Tairraz
- 1957 : Une nuit au Moulin Rouge de Jean-Claude Roy
- 1960 : Le Voyage en ballon d'Albert Lamorisse
- 1962 : Mandrin, bandit gentilhomme de Jean-Paul Le Chanois
- 1966 : Scarf of Mist Thigh of Satin de Joseph W. Sarno
- 1969 : Z de Costa-Gavras
- 1975 : Section spéciale de Costa-Gavras
- 1976 : Attention les yeux ! de Gérard Pirès
- 1976 : Monsieur Klein de Joseph Losey (non crédité)
- 1977 : Bobby Deerfield de Sydney Pollack
- 1977 : Jacques Prévert, documentaire de Jean Desvilles : témoignage
- 1977 : L'Ange de Patrick Bokanowski
- 1977 : Fedora de Billy Wilder
- 1979 : L'Adolescente de Jeanne Moreau
- 1979 : Le Divorcement  de Pierre Barouh
- 1981 : Le Roi des cons de Claude Confortès
- 1981 : Madame Claude 2 de François Mimet
- 1982 : Robert Doisneau, badaud de Paris, pêcheur d'images, documentaire de François Porcile - inédit en salles
- 1982 : Tête à claques de Francis Perrin
- 1982 : Salut, j'arrive de Gérard Poteau
- 1983 : Vive la sociale ! de Gérard Mordillat
- 1983 : Vive les femmes ! de Claude Confortès
- 1985 : Les Rois du gag de Claude Zidi
- 1985 : Strictement personnel de Pierre Jolivet
- 1986 : Paulette, la pauvre petite milliardaire de Claude Confortès
- 1986 : Le Débutant de Daniel Janneau
- 1993 : Doisneau des villes, Doisneau des champs, documentaire de Patrick Cazals
- 1993 : Roulez jeunesse ! de Jacques Fansten
- 1994 : Délit mineur de Francis Girod
- 1995 : Les Cent et Une Nuits de Simon Cinéma de Agnès Varda (coupé au montage)
- 1996 : La Braconne de Serge Pénard
- 1998 : Dieu seul me voit (Versailles-Chantiers) de Bruno Podalydès
- 1998 : Pierre Verger : Messager entre deux mondes, documentaire de Lula Buarque de Holanda

#### Courts métrages
- 1932 : Bolides de la neige d'A. Ledoux
- 1933 : Trois vies et une corde d'Henri Storck
- 1934 : Le Taxi de nuit d'Albert Valentin (scénario de Jacques Prévert)
- 1947 : Une aventure de Polop de Walter Kapps
- 1948 : Les Drames du Bois de Boulogne de Jacques Loew
- 1948 : Trois garçons et un planeur de Jean Perdrix
- 1950 : Rondo sur la piste de Maurice Henry
- 1971 : Monsieur Lambda et le Ski merveilleux de Jack Lesage
- 1988 : Le come back de Baquet de Nicolas Philibert
- 1990 : Cinématon no 1324 de Gérard Courant
- 1992 : Babilée 91 de William Klein
- 1994 : Télémania de Arnaud Bel
- 1995 : Oui de Pascal Pérennès

### Télévision
- 1964 : Le Petit Claus et le Grand Claus  de Pierre Prévert et Jacques Prévert
- 1970 : Alice au pays des merveilles de Jean-Christophe Averty
- 1974 : Un curé de choc, série télévisée de Philippe Arnal
- 1977 : Pierrot la chanson, série télévisée de Hervé Baslé et Jean Brard
- 1980 : La Plume de Robert Valey
- 1980 : Notre bien chère disparue de Alain Boudet
- 1980 : Chouette, chat, chien... show de Jacques Samyn
- 1980 : Docteur Teyran de Jean Chapot
- 1980 : Ça va plaire de Jean-Pierre Cassel, Bernard Lion
- 1982 : Paris-Saint-Lazare, mini-série de Marco Pico
- 1985 : La Sorcière de Couflens de Gérard Guillaume
- 1985 : Jeu, set et match, mini-série de Michel Wyn
- 1986 : Noël au Congo de Patrick Gandery-Réty
- 1987 : Tailleur pour dames de Yannick Andréi d'après la pièce de Georges Feydeau
- 1988 : Le Ravissement de Scapin de Georges Folgoas
- 1990 : Notre Juliette de François Luciani
- 1991 : Crimes et jardins de Jean-Paul Salomé
- 1992 : Mes coquins de Jean-Daniel Verhaeghe
- 1992 : La Peur, téléfilm de Daniel Vigne
- 1996 : J'ai rendez-vous avec vous de Laurent Heynemann
- 1998 : Le Goût des fraises de Frank Cassenti
- 2002 : L'Ami de Patagonie de Olivier Langlois

Il est en outre apparu dans quelques épisodes de la série Maguy aux côtés de Rosy Varte.

## Doublage
- 1975-1976 : Maya l'abeille (Mitsubachi Maya no boken) :  Flip la sauterelle
- 1977 : Peter et Elliott le dragon : Lampie (1er doublage, 1978)